# فرتشول كونسول
فرتشول كونسول (بالإنجليزية: Virtual Console‎؛ باليابانية: バーチャルコンソール) تُختصر أيضًا باسم ف.ك. (بالإنجليزية: VC)، وهي عبارة عن مجموعة من ألعاب الفيديو القابلة للتنزيل لأنظمة ألعاب الفيديو المنزلية وي ووي يو من نينتندو ووحدة التحكم في الألعاب المحمولة نينتندو 3دي أس.
تتكون تشكيلة فرتشول كونسول من عناوين تم إصدارها في الأصل على أنظمة ألعاب الفيديو المنزلية والمحمولة السابقة. يتم تشغيل هذه العناوين في أشكالها الأصلية من خلال محاكاة البرامج (باستثناء عناوين غيم بوي أدفانس على 3دي أس)، وبالتالي تظل في الغالب دون تغيير، ويمكن شراؤها من قناة متجر وي أو نينتندو إي شوب مقابل ما بين 500 و 1200 نقطة وي (وي)، 2.99 دولار أمريكي و 6.99 دولارات أمريكية (3دي أس) و 4.99 دولارًا أمريكيًا و 9.99 دولارًا أمريكيًا (وي يو) اعتمادًا على النظام و / أو الندرة و / أو الطلب. تتكون مكتبة فرتشول كونسول للألعاب السابقة حاليًا من عناوين نشأت من نينتندو إنترتينمنت سيستم وسوبر نينتندو إنترتينمنت سيستم وغيم بوي وغيم بوي كولر ونينتندو 64 وغيم بوي أدفانس ونينتندو دي أس، بالإضافة إلى ماستر سيستم وميجا درايف من سيجا، وتوربو غرافيكس-16 من إن إي سي، ونيو جيو من إس إن كي. تضمنت خدمة وي أيضًا ألعابًا لمنصات كانت معروفة فقط في مناطق محددة، مثل كومودور 64 (أوروبا وأمريكا الشمالية) وإم إس إكس (اليابان)، بالإضافة إلى فرتشول كونسول آركيد، والتي سمحت لاعبين لتحميل ألعاب الفيديو. تم تنزيل عناوين فرتشول كونسول أكثر من عشرة ملايين مرة. يعد بيع الألعاب السابقة من خلال فرتشول كونسول أحد أسباب نينتندو لمعارضة قرصنة برامج ألعاب وحدة التحكم القديمة.
في أواخر يناير 2019، بدأت نينتندو بالتخلص التدريجي من خدمة فرتشول كونسول.

## قائمة ألعاب الأنظمة المتوافقة مع فرتشول كونسول
| النظام (المنصة)                                                      | قناة متجر وي (توقفت)                                                          | نينتندو إي شوب | نينتندو إي شوب                                               |
| النظام (المنصة)                                                      | وي                                                                            | وي يو | نينتندو 3دي أس                                               |
| آركيد                                                                | آركيد                                                                         | آركيد | آركيد                                                        |
| -------------------------------------------------------------------- | ----------------------------------------------------------------------------- | --- | ------------------------------------------------------------ |
| فرتشول كونسول آركيد                                                  | توقف (يمكن تنزيل الألعاب التي تم شراؤها سابقا)                                | كان متاحًا في "وضع وي" فقط، وهو متوقف الآن (يمكن تنزيل الألعاب التي تم شراؤها)                                           | لا                                                           |
| الأنظمة (المنصات) المنزلية                                           |                                                                               | |                                                              |
| نينتندو إنترتينمنت سيستم (إن إي أس) فاميلي كومبيوتر (فاميكوم)        | توقف (يمكن تنزيل الألعاب التي تم شراؤها سابقا)                                | نعم | نعم                                                          |
| سوبر نينتندو إنترتينمنت سيستم (سوبر نينتندو) سوبر فاميكوم (إس إف سي) | توقف (يمكن تنزيل الألعاب التي تم شراؤها سابقا)                                | نعم | متوفر فقط على نيو نينتندو 3دي أس، نيو نينتندو 2دي أس إكس إل. |
| نينتندو 64                                                           | توقف (يمكن تنزيل الألعاب التي تم شراؤها سابقا)                                | نعم | لا                                                           |
| بي سي إنجن / توربو غرافيكس-16                                        | توقف (يمكن تنزيل الألعاب التي تم شراؤها سابقا)                                | نعم | متوفر فقط على أنظمة 3دي أس اليابانية.                        |
| سيجا ماستر سيستم                                                     | توقف (يمكن تنزيل الألعاب التي تم شراؤها سابقا)                                | كان متاحًا في "وضع وي" فقط، وهو متوقف الآن (يمكن تنزيل الألعاب التي تم شراؤها)                                           | لا                                                           |
| سيجا جينسيس / ميجا درايف                                             | توقف (يمكن تنزيل الألعاب التي تم شراؤها سابقا)                                | كان متاحًا في "وضع وي" فقط، وهو متوقف الآن (يمكن تنزيل الألعاب التي تم شراؤها)                                           | لا                                                           |
| نيو جيو                                                              | توقف (يمكن تنزيل الألعاب التي تم شراؤها سابقا)                                | كان متاحًا في "وضع وي" فقط، وهو متوقف الآن (يمكن تنزيل الألعاب التي تم شراؤها)                                           | لا                                                           |
| كومودور 64 (إصدارات أمريكا الشمالية ومناطق بال فقط)                  | أزيل من قناة متجر وي منذ أغسطس 2013 (يمكن تنزيل الألعاب التي تم شراؤها سابقا) | كان متاحًا في "وضع وي" فقط، وهو متوقف الآن (أزيل من قناة متجر وي منذ أغسطس 2013، ولكن يمكن تنزيل الألعاب التي تم شراؤها) | لا                                                           |
| إم إس إكس (إصدارات اليابان فقط)                                      | توقف (يمكن تنزيل الألعاب التي تم شراؤها سابقا)                                | نعم | لا                                                           |
| الأنظمة المحمولة                                                     |                                                                               | |                                                              |
| غيم بوي                                                              | لا                                                                            | لا | نعم                                                          |
| غيم بوي كولر                                                         | لا                                                                            | لا | نعم                                                          |
| غيم بوي أدفانس                                                       | لا                                                                            | نعم | متاح من خلال برنامج سفير نينتندو 3دي أس فقط                  |
| نينتندو دي أس                                                        | لا                                                                            | نعم | لا                                                           |
| سيجا جيم جير                                                         | لا                                                                            | لا | نعم                                                          |

## وصلات خارجية
- Nintendo - Official Nintendo of America Website